# Quantième

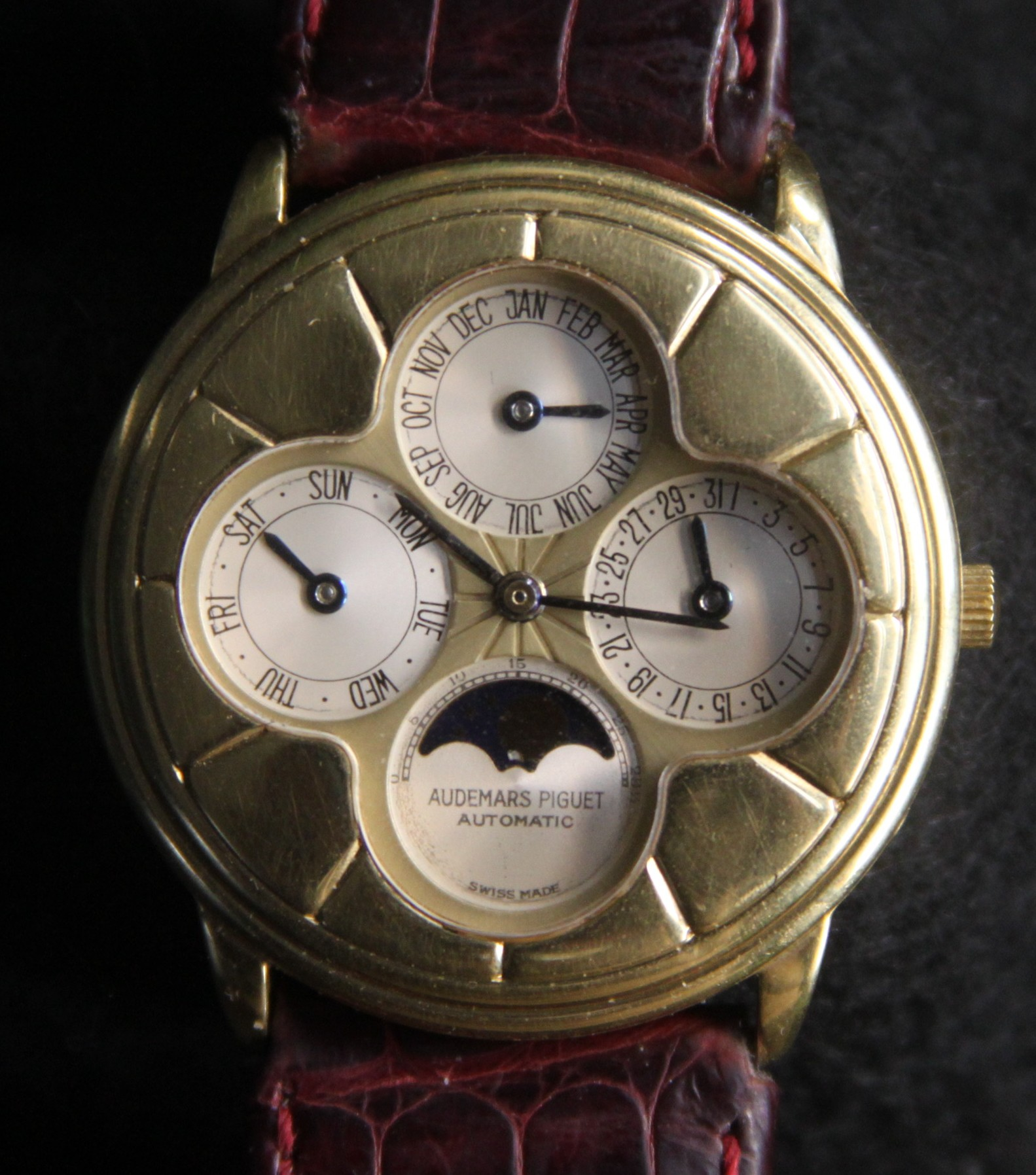
Quantième perpétuel d'une montre Audemars Piguet.

Le quantième en horlogerie signifie l'indication soit par un  disque rotatif, soit par une  aiguille, de la date par son numéro de jour dans le mois courant.
Dans une acception plus générale, le quantième désigne le numéro du jour du mois courant, dans l'expression écrite ou orale d'une date. Des synonymes plus populaires en sont alors combientième ou plus rarement combiennième. Un quantième peut être écrit en chiffres ou en lettres selon le contexte typographique.
Quantième est généralement utilisé dans un contexte plus soutenu que son synonyme combientième, plus populaire.

## Types
On distingue les différents types d'indications suivantes :
Simple
indique la date, par le numéro du jour dans le mois courant. La gestion de l'alternance des mois de 28, 29, 30 et 31 jours, se fait, en règle générale, par un mécanisme actionné à une position de la couronne, qui  permet à l'utilisateur de la montre de modifier d'une manière relativement rapide le quantième.
Instantané
comprend les mêmes indications, qui s'effectuent très rapidement vers minuit (certains anciens mécanismes peuvent nécessiter deux heures pour le changement du quantième).
Perpétuel
le quantième perpétuel est une   complication horlogère qui mécaniquement tient le décompte des mois irréguliers, respectivement des années bissextiles, pour toujours indiquer la date exacte du mois, sans que l'utilisateur ait à en effectuer la modification.

## Indications
Parfois l'indication du quantième est complétée par l'indication du nom du jour en toutes lettres ou en abréviation.
Parfois l'indication du quantième est complétée par l'indication du nom du mois, normalement en abréviation de trois lettres, dans différentes langues.

## Formule mathématique
L'équation qui suit permet de calculer le quantième du calendrier grégorien, où {\displaystyle d} est le jour, {\displaystyle m} est le mois et {\displaystyle b} est la valeur booléenne (0 ou 1) indiquant si l'année est bissextile :
{\displaystyle Q=d+30(m-1)+\left\lfloor {\frac {m}{2}}\right\rfloor +(m{\bmod {2}})\times (m>7)+(b-2)\times (m>2)}